# Obercrinitz
Obercrinitz ist seit 1994 ein Ortsteil der Gemeinde Crinitzberg im Landkreis Zwickau.

## Geographische Lage

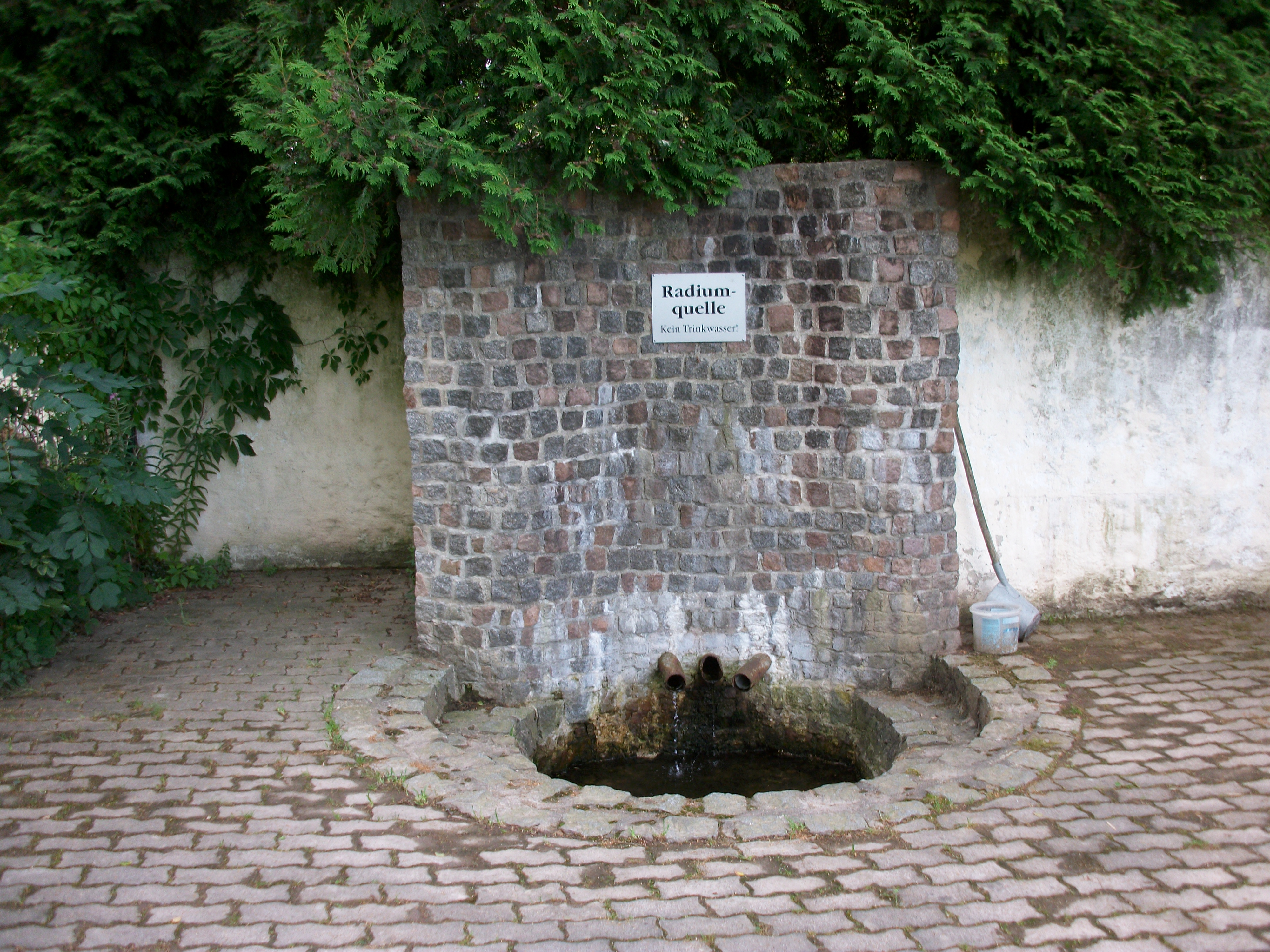
Radiumquelle Obercrinitz

Obercrinitz liegt im Tal des Crinitzbachs, einem Seitenbach des Rödelbachs. Auf die Lage des Ortes im Kirchberger Granitgebiet weisen zwei Steinbrüche im Ortsgebiet hin. Der namensgebende Crinitzberg (573 m ü. NN) befindet sich an der Grenze zu Bärenwalde.

### Gemeindegliederung
Neben dem Hauptort Obercrinitz gehören noch die Steffenhäuser an der Straße nach Stangengrün zum Ort. Am Crinitzberg befindet sich die Waldsiedlung in der Nähe des ehemaligen Bahnhofs Obercrinitz. Der Ortsteil Herlagrün schließt sich fast nahtlos an den oberen Ortsteil von Obercrinitz in Richtung Wildenau an.

### Nachbarorte
|             | Lauterhofen                                 | Giegengrün |
| Stangengrün | Kompassrose, die auf Nachbargemeinden zeigt | Bärenwalde |
| Wildenau    | Rothenkirchen                               |            |

## Eingemeindungen
- Herlagrün im Jahr 1950
- Lauterhofen mit seinem Ortsteil Lauterholz im Jahr 1970

## Geschichte

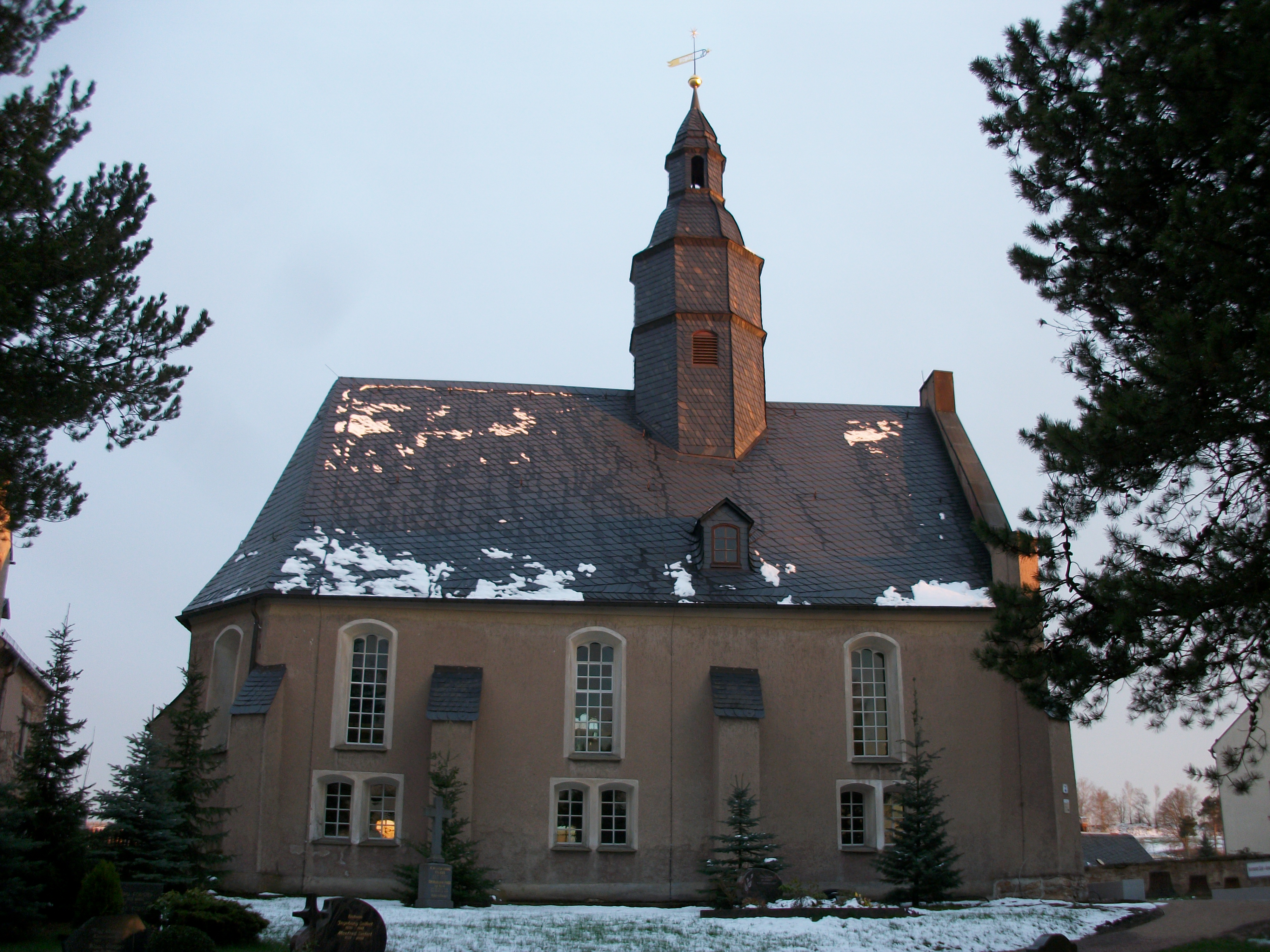
St.-Johannis-Kirche Obercrinitz

Das Waldhufendorf Obercrinitz wurde 1460 das erste Mal urkundlich erwähnt und gehörte als Exklave bis 1843 zum Amt Zwickau und danach zum Amt Kirchberg. 1856 kam der Ort zum Gerichtsamt Kirchberg und 1875 zur Amtshauptmannschaft Zwickau, dessen Nachfolger der Landkreis Zwickau ist. 
1950 kam Herlagrün durch Umgemeindung von Wildenau zu Obercrinitz.
Von Juli bis Dezember 1952 gehörte Obercrinitz kurzzeitig zum Kreis Auerbach im Vogtland und wurde dann in den Kreis Zwickau-Land umgegliedert.
Seit 1970 ist Lauterhofen ein Ortsteil von Obercrinitz. Mit der Bildung der Gemeinde Crinitzberg im Jahr 1994 wurden Obercrinitz und Lauterhofen gleichberechtigte Ortsteile.
In Obercrinitz siedelten sich im 19. Jahrhundert verschiedene Zweige der Textilindustrie an. Die industrielle Steingewinnung entwickelte sich im 19. Jahrhundert. Von 1893 bis 1970 hatte Obercrinitz Anschluss an die Schmalspurbahn Wilkau-Haßlau–Carlsfeld. Der Bahnhof lag außerhalb vom Ort am Crinitzberg. Bis zum Zweiten Weltkrieg dienten 1935 entdeckte Radiumquellen in der Waldsiedlung Obercrinitz zu Heilzwecken. Zu Zeiten der DDR wurde im Ortsteil Herlagrün ein großer Rinderstall errichtet.
Der VEB Steinkohlenwerk "Karl Liebknecht" in Oelsnitz hat in der Zeit der DDR im Ort ein Kinder-Ferienlager für die Kinder seiner Betriebsangehörigen errichtet und unterhalten.

### Namensherkunft
In Obercrinitz bringt man schon über vier Jahrhunderte lang das altsorbische Wort krinica (Quellbach oder Krummbach) mit dem mundartlichen Krinitz, dem Fichtenkreuzschnabel, in Beziehung.

### Siegel der Gemeinde
Auf dem Siegel von Obercrinitz ist ein Fichtenkreuzschnabel, der Krinitz, zu sehen. Der Vogel Krinitz wurde mit dem alten sorbischen Wort für Quellbach (Krinica) in Verbindung gebracht. Das älteste Obercrinitzer Siegel stammt aus dem Jahre 1562 und befindet sich im Stadtarchiv von Zwickau.

## Religionen
Die evangelisch-lutherische Kirchgemeinde St. Johannis in Obercrinitz mit Lauterhofen und Herlagrün bildet ein Kirchspiel mit den Nachbargemeinden in Wildenau und Stangengrün innerhalb der Ephorie Zwickau.
Eine Inschrift auf einem Deckenbalken der Saalkirche St. Johannis lässt vermuten, dass ein Vorgängerbau des Gotteshauses vermutlich um 1493 erbaut wurde. Im Stadtmuseum Zwickau kann man Teile eines geschnitzten Flügelaltars aus dem Jahre 1516 besichtigen.
Die heutige Kirche wurde 1716 im Barockstil errichtet und 1863 klassizistisch anmutent umgestaltet. Restaurierungen erfolgten 1938 und 1975. Die Orgel von 1856 baute Carl Gottlieb Jehmlich. Der Altar von 1716 wurde 1938 wieder aufgestellt.
Im Ort gibt es weiterhin eine Landeskirchliche Gemeinschaft und eine evangelisch-freikirchliche Gemeinde.

## Bildung
Bis ins Jahr 2005 existierte in Obercrinitz eine Mittelschule.

## Verkehr
Durch Obercrinitz führt die Ortsstraße durch das Crinitztal über Lauterhofen und Wolfersgrün nach Niedercrinitz. Seit 1893 hatte Obercrinitz mit einem Bahnhof am Crinitzberg Anschluss an die Schmalspurbahn Wilkau-Haßlau–Carlsfeld. Die Streckenstilllegung auf dem Abschnitt zwischen Saupersdorf bei Kirchberg und Rothenkirchen erfolgte 1970.

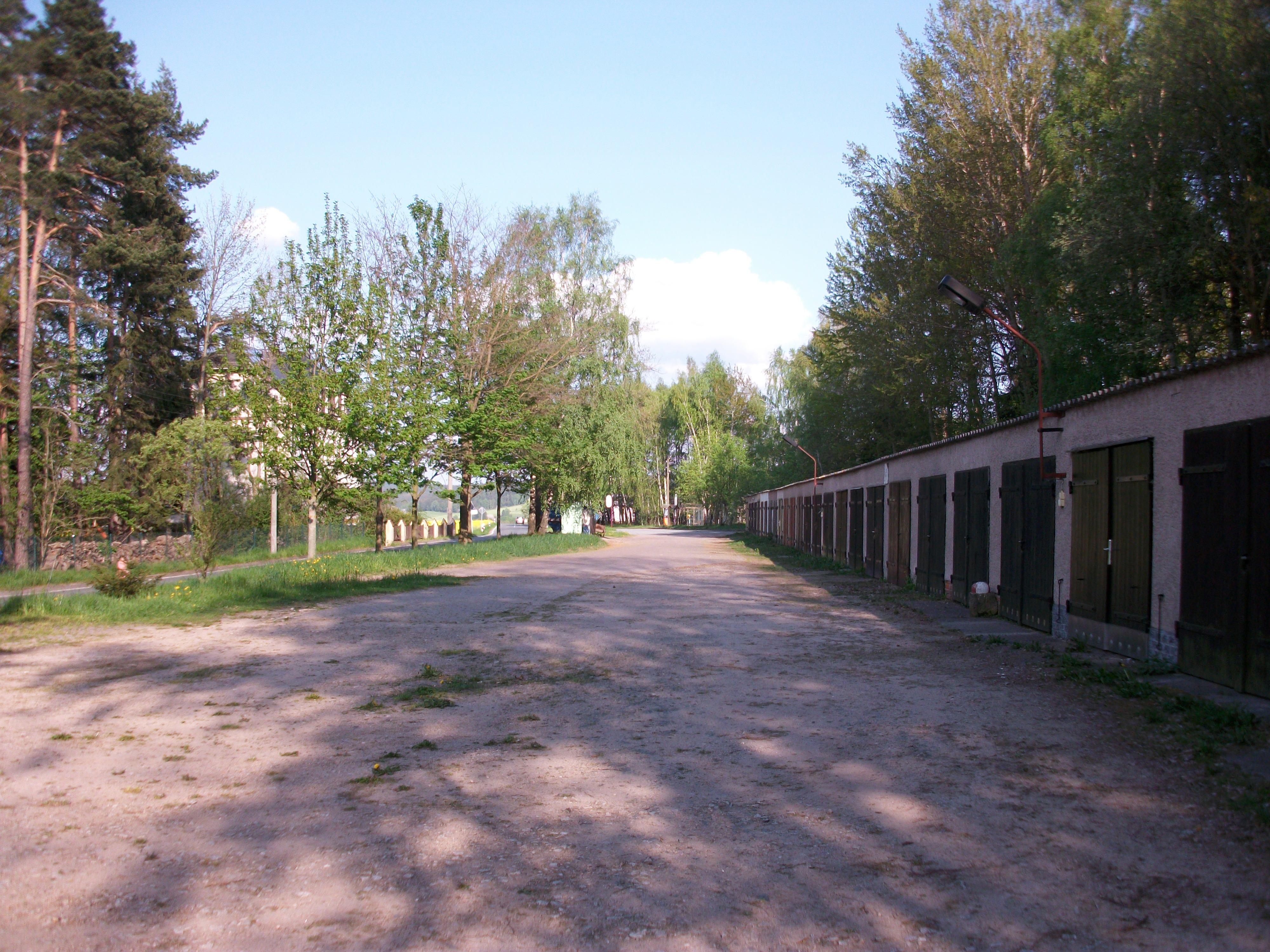
Bahnhof Obercrinitz (2016)
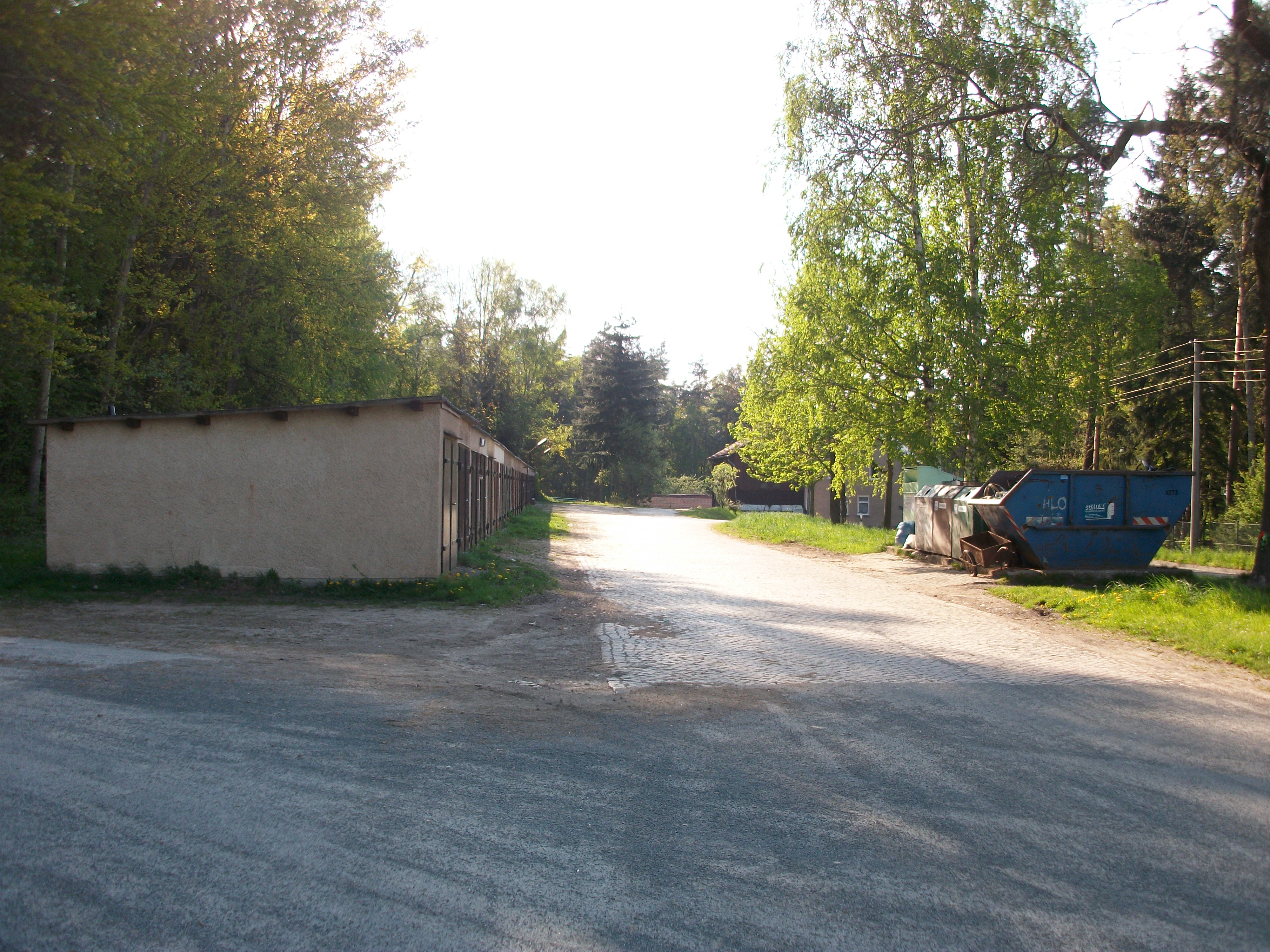
Bahnhof Obercrinitz (2016)

## Industrie
Die Granitbrüche in und bei Obercrinitz lieferten seit den 1870er Jahren Bau- und Pflastersteine, Packlager und Schotter für viele Baulichkeiten der Umgebung sowie in weitere entferntere Städte, wie Reichenbach, Chemnitz und Leipzig.
Weiterhin besitzt Obercrinitz ein Gewerbegebiet, in dem Baubetriebe, ein Metallbaubetrieb sowie eine Spedition angesiedelt sind. Auf angrenzenden Flächen befindet sich ein Solarpark.
Größter Arbeitgeber ist die Sozialstation Obercrinitz, welche ein Seniorenwohnheim im Ort sowie einen mobilen Pflegedienst betreibt.